# あいざわひろし
あいざわ ひろしは、日本の漫画家、イラストレーター、同人作家。女性。美少女漫画を主に執筆する。静岡市出身
商業作家としてはペンギンクラブ山賊版・キルタイムコミュニケーション出版の書籍・フランス書院出版の書籍・E☆2・アダルトゲームなどでイラストレーターおよび漫画家として執筆している。
同人誌は同人サークルHIGH RISK REVOLUTIONで個人執筆。
ペンネームが「あいざわひろし」という男性名であるが故に、プログラマーかつ同人サークルのメンバーであり、夫である岩崎啓眞はあいざわに直接会うまで男性作家だと思っていたとのこと。

## 略歴
- ゲーム系のサークルで同人誌デビュー
- 1994年、同人サークル「HIGH RISK REVOLUTION」を立ち上げる。

以降個人サークルとして活動。作風は主に成人向である。
コミックマーケット ではシャッター前～壁際に配置されている。
- 1995年、ブルーな看護婦さん(ペンギンクラブ山賊版)で商業誌デビュー

同時期、激写ボーイにご用心（コミックビー子制服編）が掲載されているが、ブルーな看護婦さんの方が発売は早い。
以降、18禁雑誌を中心に1年に数作が掲載されている。
- 1996年 - 2002年の間、ときめきパーティセンセーション準備会を運営。準備会の代表として活動し、不定期に同人誌即売会を開催していた。
- 2007年、アース・フロンティアへようこそ☆(E☆2)を連載開始。

同時期、不定期連載放課後きゃうんを開始。
- 2008年、Webポリス（ケータイ★まんが王国）を連載開始。
- 2011年以降、ソーシャルカードゲームでの仕事が大幅に増えている。
- 2019年5月30日、岩崎啓眞と入籍した。

## 主な仕事歴

### 単行本
- アース・フロンティアへようこそ☆(1),(2)(E☆2コミックス)
- Sweet&Mellow（バーズコミックスギガ）
- ドールマスター麗蘭 淫舞の操り人形（二次元ドリームノベルズ、表紙・口絵・挿絵）
- プリンセスヴァルキュリア―戦女神マリス（二次元ドリームノベルズ、表紙・口絵・挿絵）
- 女勇者ファリス 穢された王家の血（二次元ドリームノベルズ、表紙・口絵・挿絵）
- 誘惑リゾート ばにばにパニック（二次元ドリーム文庫、表紙・口絵・挿絵）
- シュラキ 「かくして、少女の朱き血は目覚める」（E☆2スナックノベルス、挿絵）
- シュラキ 「希望という名の毒薬」（E☆2スナックノベルス、挿絵）
- おしかけダブルアイドル（二次元ドリーム文庫、表紙・口絵・挿絵）
- シュラキ「パラダイス・ロスト」（E☆2スナックノベルス、挿絵）
- シュラキ「ゼロとアカシックレコードの星座相」（E☆2スナックノベルス、挿絵）
- シュラキ「Avenger 死して尚、白き鴉は舞う」（E☆2スナックノベルス、挿絵）
- シュラキ「The Last Dance」（E☆2スナックノベルス、挿絵）
- 魔王と子作り（美少女文庫えすかれ、表紙・口絵・挿絵）
- 剣士と子作り（美少女文庫えすかれ、表紙・口絵・挿絵）
- 子づくり忍法帳（美少女文庫えすかれ、表紙・口絵・挿絵）
- 監禁調教だけど愛があるから大丈夫ッ!（美少女文庫えすかれ、表紙・口絵・挿絵）
- 完璧生徒会長は拘束ドＭ！？（美少女文庫えすかれ、表紙・口絵・挿絵）
- プリンセス☆占領学園（美少女文庫えすかれ、表紙・口絵・挿絵）
- ハーレムファンタジア 囚われの姫騎士団（美少女文庫、表紙・口絵・挿絵）
- 金髪義妹はペロペロドＭ！？（美少女文庫えすかれ、表紙・口絵・挿絵）
- 強制発情 妹の開発したヒミツ道具で幼なじみ、先生、アイドルを……（美少女文庫えすかれ、表紙・口絵・挿絵）

### 連載中の作品
- アース・フロンティアへようこそ☆（E☆2）

### 過去に連載されていた作品
- Webポリス（ケータイ★まんが王国）
- 放課後きゃうん（コミックムーグ→コミックPLUM・不定期掲載）
- 傷心、恋心（ペンギンクラブ山賊版・連載中断）
- 秘密な生徒会ッ（コミックレヴォリューション・雑誌廃刊）
- 表紙イラスト(ヤングキュン!/ 2000年4月号 - 2002年7月号)

### ゲーム
- グレイランサー（メガドライブ/メサイア（日本コンピュータシステム） キャラクタデザイン）

### ソーシャルカードゲーム
- 精霊ファンタジア
- ブラウザMC☆あくしず